# شکربانک
شکربانک (به ترکی استانبولی: Şekerbank) شرکت خدمات مالی و بانکداری ترکیه‌ای است، که در زمینه ارائه خدمات بانکداری خرد، بانکداری شرکتی، بانکداری سرمایه‌گذاری، وام مسکن و مدیریت سرمایه‌گذاری فعالیت می‌کند.
شکربانک در سال ۱۹۵۳ در شهر اسکی‌شهر تأسیس شد و در حال حاضر مالک شبکه‌ای از ۳۱۲ شعبه در ترکیه می‌باشد، که ۱۱ استان این کشور را تحت پوشش قرار می‌دهد.
شعبه مرکزی این بانک در شهر استانبول، ترکیه قرار دارد و بخشی از سهام آن در بازار بورس استانبول معامله می‌شود.